# Danubio Bennett
Danubio Bennett (Colón, 4 dicembre 1979) è un ex cestista panamense.

## Carriera
Con Panama ha disputato i Campionati americani del 2001.